# کووالویتسه نووه
کووالویتسه نووه (به لهستانی:  Kowalewice Nowe) یک روستا در لهستان است که در گمینا شویرچه واقع شده‌است.